# Obersteirischer Industrieraum
Als obersteirischen Industrieraum bezeichnet man das wirtschaftliche Zentrum der Steiermark entlang der Mur und der Mürz. Er gilt mit rund 500.000 Einwohnern nach dem Grazer Becken als zweitgrößter Ballungsraum der Steiermark und ist bekannt für seine Schwerindustrie. Das Zentrum ist Leoben mit rund 26.000 Einwohnern. Im Stadtteil Donawitz befindet sich das zweitgrößte Hüttenwerk Österreichs.

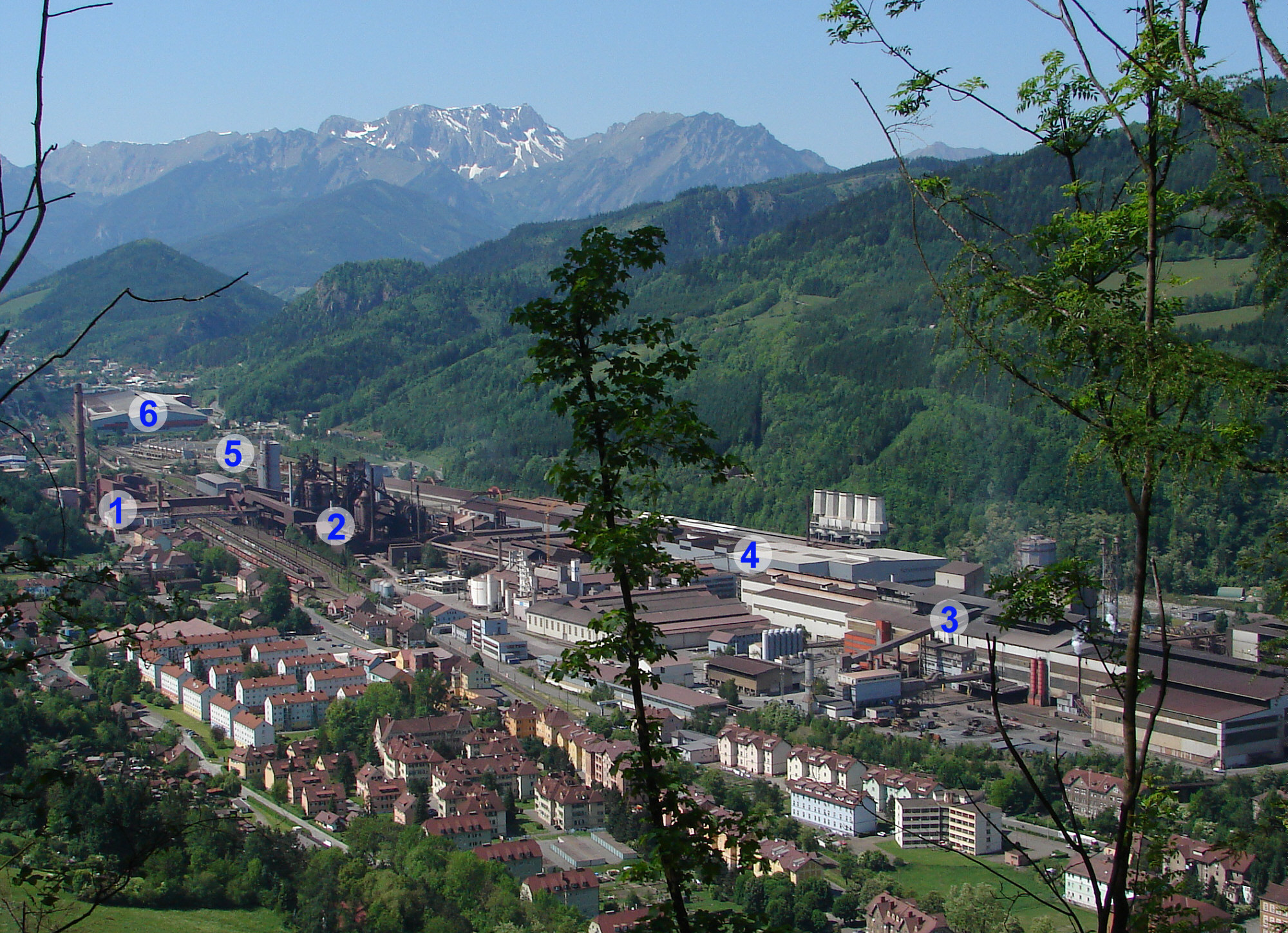
Das Hüttenwerk in Leoben-Donawitz

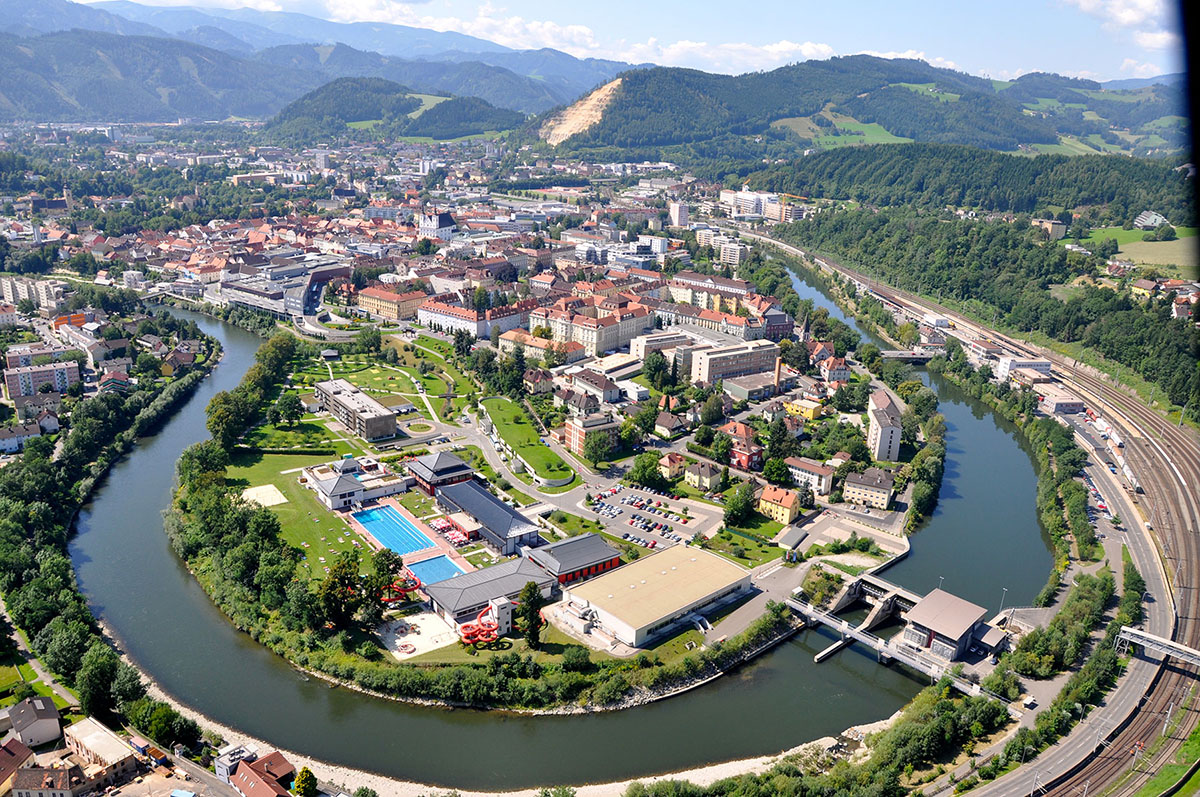
Blick auf Leoben, rechts sieht man den Hauptbahnhof, welcher eine wichtige Drehscheibe im Fernverkehr darstellt

## Industriebetriebe

### Nennenswerteste Standorte
Das Hüttenwerk Donawitz der voestalpine ist nach dem Werk in Linz das zweitgrößte Eisenwerk Österreichs und produziert mit 120 Metern die längsten Eisenbahnschienen der Welt. Die Rohstoffe, wie beispielsweise das Eisenerz, werden per Bahn in das Werk gebracht. Das benötigte Eisenerz kommt vom steirischen Erzberg und wird mit Erzzügen von der Verladestelle in der Stadt Eisenerz über Selzthal und Leoben Hauptbahnhof direkt in die Werkshallen gebracht. Früher fuhren die Züge über den
Präbichl, also über die Erzbergbahn, und waren innerhalb einer Stunde in Leoben. Zwischen 1995 und 2003 wurde der Betrieb auf dieser Strecke langsam eingestellt, da sie eine sehr steile Normalspur-Strecke ist. Eine Elektrifizierung der Strecke wäre sehr kostspielig und durchaus aufwändig. Da Diesellokomotiven jedoch nicht die Mindestleistung für die über 1500 Tonnen schweren Züge aufbringen, wurde die Route der Züge verlegt. Nun weichen sie dem Präbichl großräumig aus.
In Leoben-Donawitz befindet sich nicht nur das Hüttenwerk, sondern auch das neue Drahtwalzwerk der voestalpine, welches das modernste der Welt ist. Es wurde am 26. September 2017 eröffnet.
Kapfenberg ist mit 23.000 Einwohnern nach Leoben die zweitgrößte Stadt der Obersteiermark und befindet sich ebenfalls im Zentrum des obersteirischen Industrieraums. Dort ging im Oktober 2023 das bis dato modernste Edelstahlwerk der Welt in Betrieb. Der neue Arbeitgeber wird und 3000 Arbeitsplätze liefern.
In Mürzzuschlag, der nordöstlichsten Stadt im obersteirischen Industrieraum, befindet sich der Sitz der Böhler Bleche GmbH, welche täglich ganze Zuggarnituren mit ihrem Blech belädt. Die Wagen werden um 13:00 Uhr abgeholt und zum Weitertransport nach Bruck an der Mur Frachtenbahnhof gebracht.
Ein weiterer bedeutender Standort der Böhlerwerk GmbH befindet sich in Kapfenberg. 1926 wurde die Produktion von Schweißdrähten aufgenommen. 1950 entstand in der Kapfenberger Fabrik eine Stranggussanlage und 1967 baute man das Sonderstahlwerk. In mehreren Etappen wurde der Standort immer wieder um moderne Schmelzöfen und Werkstoffproduktionsanlagen erweitert. Im Jahr 2003 wurde die Kapazität deutlich erweitert und Anfang 2005 hat Böhler-Uddeholm für den Standort Kapfenberg eine 27 Mio. Euro schwere Investition in eine zweite Spindelpresse für die Sparte Schmiedetechnik beschlossen.

### Industrieachse Mur-Mürz
Die Industrieachse Mur-Mürz verbindet die politischen Bezirke Bruck-Mürzzuschlag, Leoben und Murtal. Die Montanuniversität Leoben, Lehrstuhl für Energieverbund-Technik, zusammen mit den Kooperationspartnern FH Joanneum und Regionalmanagement Obersteiermark West und Obersteiermark Ost, ist dabei, die Vorzeigeregion Energie Mur-Mürz vorzubereiten. Zur Umsetzung sollen Industrieunternehmen, Gemeinden, Endverbraucher, Unternehmensvertretungen, die Politik etc. sowohl in die Problemdefinition als auch in die Entwicklung, Erprobung und Verbreitung von entsprechenden Projekten (Testbed) in Zusammenarbeit einbezogen werden.

## Bevölkerung
Im Obersteirischen Industrieraum leben rund 500.000 Menschen. Das Zentrum ist Leoben. Die Stadt an der Mur hat rund 26.000 Einwohner und ist einer von sechs steirischen Universitätsstandorten. Die Montanuniversität Leoben beherbergt rund 4.000 Studenten.

## Verkehr

### Personenverkehr auf der Schiene
Allein im Großraum Leoben leben rund 110.000 Menschen. Dementsprechend muss die Stadt auch gut an das österreichische Schienennetz angebunden sein. Der Bahnhof Leoben Hauptbahnhof ist Systemhalt von vielen internationalen Fernverbindungen wie beispielsweise Graz – Zürich oder Graz – Frankfurt am Main.
Weitere Städte im obersteirischen Industrieraum, in denen Fernzüge halten, sind Mürzzuschlag, Kapfenberg, Bruck an der Mur, Knittelfeld und Judenburg. Die ersten beiden sind Systemhalt der stündlichen Fernzugverbindungen Prag/Wien – Graz und letztere zwei der Fernverbindungen im 2-Stunden-Takt Wien – Villach (-Venedig). In Bruck hält jede der genannten Zugverbindungen. Ebenso ist jeder der genannten Bahnhöfe in das Netz der S-Bahn Steiermark eingebunden.

### Güterverkehr auf der Schiene
Entsprechend der vielen Unternehmen und Fabriken gibt es viel Schienengüterverkehr in der Obersteiermark. In den meisten größeren Bahnhöfen werden täglich mehrere Wagen-Garnituren beigestellt, beladen, abgezogen und anschließend zum Weitertransport nach Bruck an der Mur Frachtenbahnhof, dem Drehpunkt aller Wagen gebracht. Dort laufen die meisten der beladenen Güterwagen aus dem obersteirischen Industrieraum zusammen.